# Skoliometer

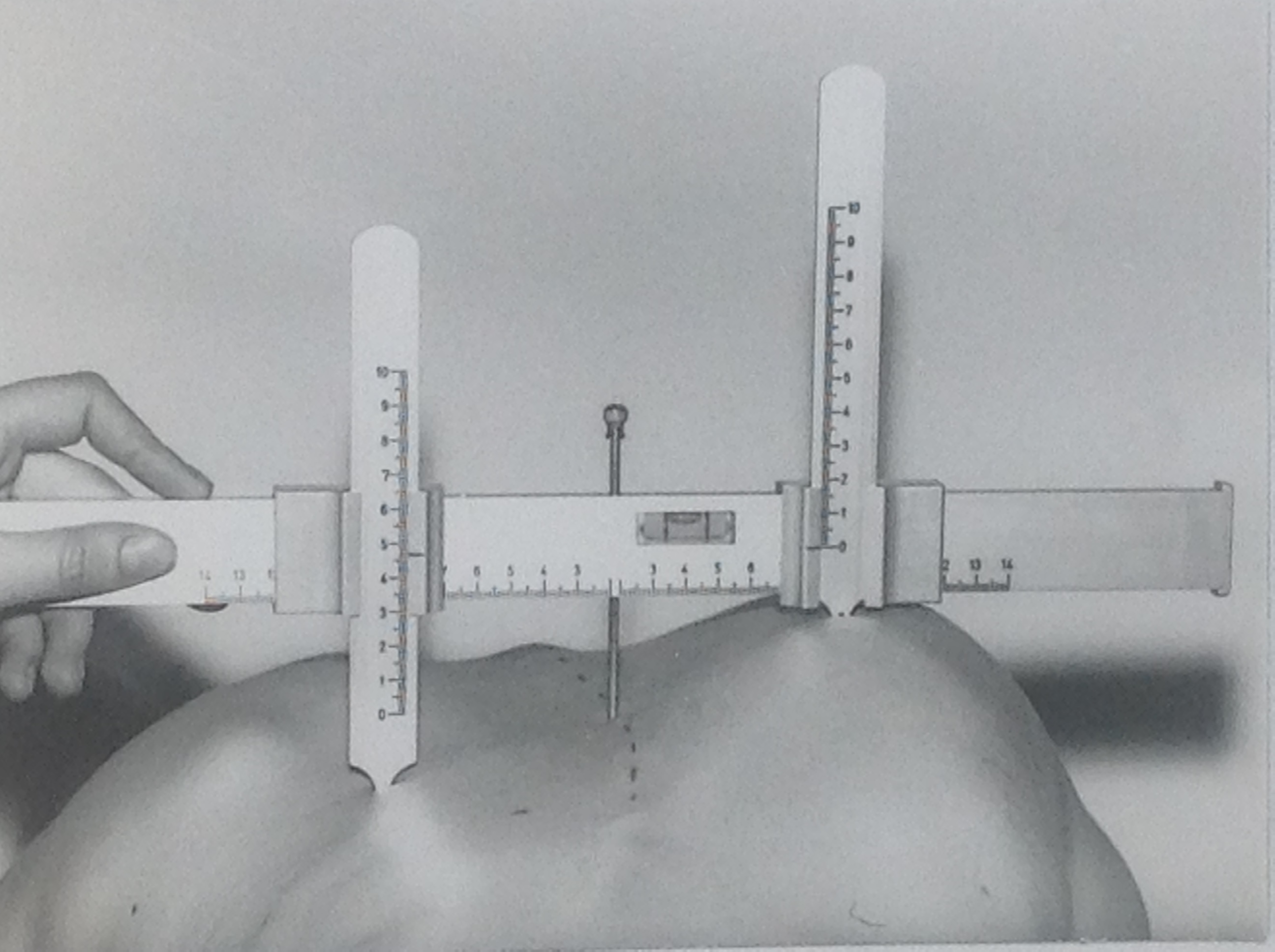
Skoliometer nach Götze

Das Skoliometer ist ein Gerät zur klinischen Diagnostik und Beurteilung der Rumpfasymmetrie bei Skoliosen. Das Gerät wurde erstmals von H.-G. Götze entwickelt und 1973 in der Literatur beschrieben.
Die Untersuchung erfolgt am stehenden Patienten im Vorbeugetest nach Adams mit locker herunterhängenden Armen und gestreckten Knien. In dieser Position sind auch leichte Asymmetrien des Rumpfes erkennbar. Das Skoliometer nach Götze wird mit dem zentralen Messfühler in Höhe der stärksten Rumpfasymmetrie auf einen Dornfortsatz aufgesetzt und horizontal ausgerichtet. Ein verschiebbarer Messfühler wird konvexseitig auf dem sogenannten Rippenbuckel platziert, der Zweite auf einem kontralateralen Punkt der Gegenseite (Abb. 1). Man erhält zwei Messwerte, einen zur Niveau-Differenz und den zweiten zur Distanz der Messpunkte. Aus dem Quotienten dieser beiden Werte (Höhendifferenz zur gesamten Messstrecke) ergibt sich ein Index, der im Wesentlichen der pathologischen Rotation der Wirbelsäule entspricht und deshalb als Rotationsindex bezeichnet wird.
In Ergänzung zum Röntgenbild (Cobb-Winkel) hat man somit einen klinischen Parameter zur Beurteilung des Schweregrades einer Skoliose, aber auch zur Kontrolle der Therapie, da alle Behandlungsmaßnahmen das Ziel haben, eine bestehende Skoliose durch Derotation der Wirbelsäule zu korrigieren.

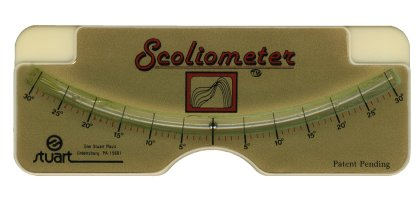
Skoliometer (Inklinometer)

Das von William P. Bunnell 1984 entwickelte Skoliometer erfasst als ein Inklinometer die asymmetrische Rumpfkontur beim Skoliose-Patienten mit der Messung eines Neigungswinkels zur Horizontalen. Es zeichnet sich gegenüber herkömmlichen Neigungsmessern durch eine Aussparung in der Mitte aus, die Raum für die prominenten Dornfortsätze lässt und damit flach auf dem Rücken des Patienten aufgesetzt werden kann. Es ist leicht gebaut und ermöglicht somit beim Skoliose-Screening in Schulen eine schnelle und einfache Handhabung. 
Beide Geräte haben eine wesentliche Bedeutung in der klinischen Verlaufskontrolle von Skoliosen. Die Zunahme der Rumpfasymmetrie bzw. der Wirbelrotation ist ein sicheres Zeichen für eine Progredienz der Skoliose.